# Peplometus
Peplometus  (лат.) — род аранеоморфных пауков из подсемейства Ballinae в семействе пауков-скакунов (Salticidae). Оба представителя этого рода распространены в Африке.

## Виды
- Peplometus biscutellatus (Simon, 1887) — Западная Африка typus
- Peplometus chlorophthalmus Simon, 1900 — Южная Африка